# Liste von Persönlichkeiten der Stadt Waren (Müritz)
Die Liste von Persönlichkeiten der Stadt Waren (Müritz) umfasst sowohl die in Waren geborenen, als auch die für die Stadt bedeutenden Persönlichkeiten, die nicht dort geboren wurden, aber dort zumindest zeitweise gelebt haben.

## In Waren geborene Persönlichkeiten

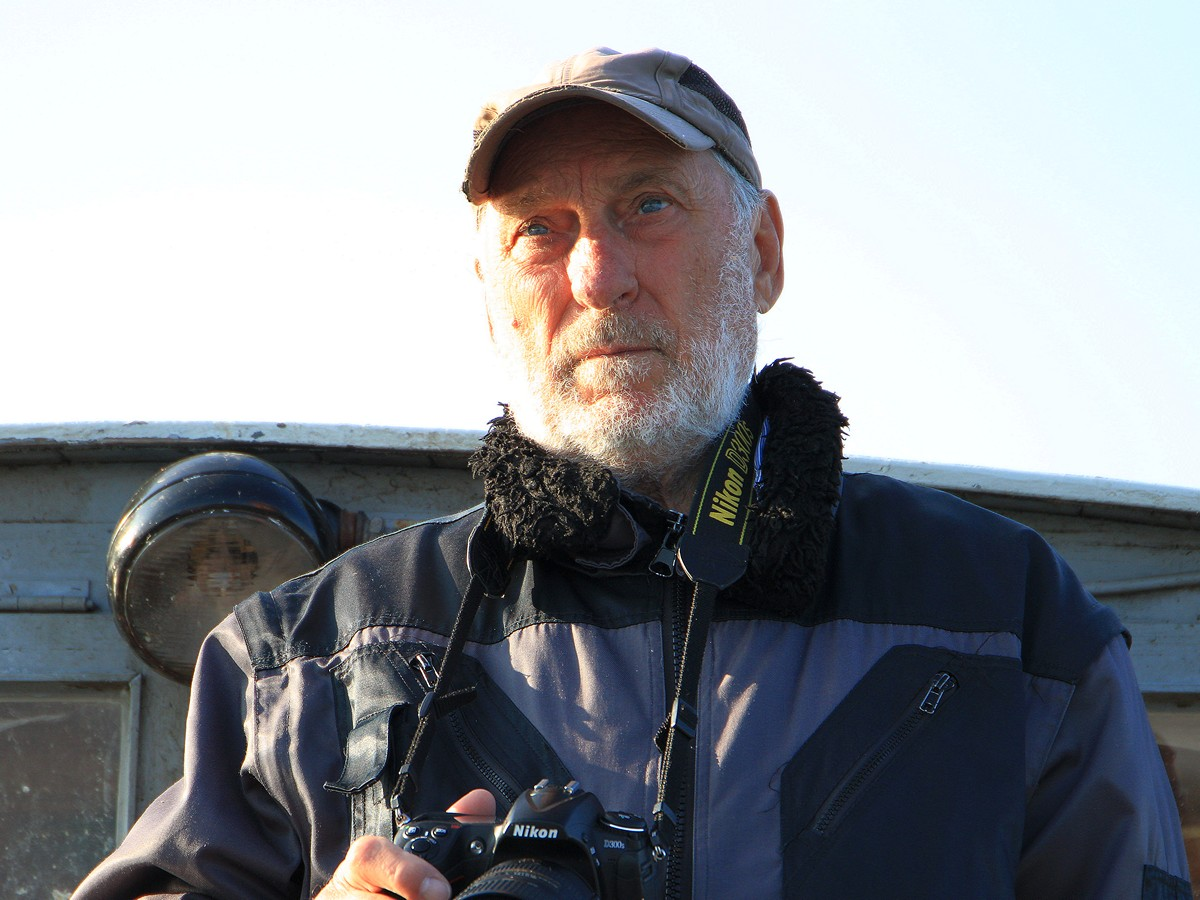
Hans-Dieter Graf, Warener Naturfotograf

- Johann Albrecht II. (1590–1636), Herzog zu Mecklenburg
- Georg Westphal (1665–1728), Domprediger in Schwerin
- Johann Carl Heinrich Dreyer (1723–1802), Rechtswissenschaftler und Politiker
- Peter Benedict Christian Graumann (1752–1803), Arzt und Hochschullehrer
- Johann Friedrich Peter Dreves (1772–1816), deutscher Botaniker
- Henriette von Bissing (1798–1879), Schriftstellerin
- Heinrich Christian Pries (1798–1866), Advokat, Bürgermeister und Ehrenbürger der Stadt Waren und Parlamentarier
- Johann Carl Ludwig Illies (1799–1871), Hofglockengießer
- Karl Petermann (1807–1866), Richter und Person der 1848er Revolution in Mecklenburg
- Carl Gustav Theodor Schröder (1840–1916), Bibliothekar und Germanist
- Carl Illies senior (1840–1910), Großkaufmann
- Karl Heydemann (1845–1904), Reichstagsabgeordneter
- Auguste Sprengel (1847–1934), Erzieherin und Begründerin der Frauenschulbewegung
- Carl Willmann (1848–1934), Zauberkünstler, Publizist und Hersteller von Zauberrequisiten
- Rudolph Speer (1849–1893), Architekt
- Otto Sprengel (1852–1915), Chirurg
- Wilhelm Neese (1879–1950), Jurist und Schriftsteller
- Karl Hennemann (1884–1972), Maler, Grafiker und Holzschneider
- Hans Hennecke (1886–1945), Apotheker und Politiker (SPD)
- Hermann Heinrich Wilhelm Handorf (1898–1989), Politiker, 1943 bis 1945 komm. Bürgermeister, 1945 kampflose Übergabe der Stadt Waren an die Rote Armee[1]
- Walter Wegner (1902–1978), Oberstadtdirektor und Staatssekretär
- Otto Brinckmann (1905–1970), Maler, Grafiker und Journalist
- Ernest J. Salter (1905–1967), Publizist und Autor
- Walter Rieck (1911–2002), Maler und Illustrator
- Lotte Thiel (1923–1999), Dokumentarfilm-Regisseurin
- Heinz Sarkowski (1925–2006), Buchhersteller, Verlagsmitarbeiter und Autor
- Heinz Penzlin (* 1932), Zoologe und Tierphysiologe
- Dieter Havemann (1935–2006), Chirurg und Hochschullehrer
- Karsten Peters (1935–1990), Filmkritiker, Schauspieler, Autor und Chefredakteur
- Arwed Bouvier (1936–2012), Schriftsteller, Bibliothekar und Germanist
- Brigitte Schleusing (* 1937), Gebrauchsgrafikerin und Illustratorin
- Klaus Froh (* 1939), Militärhistoriker der DDR
- Joachim Schlese (* 1939), Regisseur und Kulturmanager
- Wolfgang Müller (1941–2013), Schriftsteller, Hörspiel- und Filmautor
- Erdmute Schmid-Christian (* 1943), Schauspielerin
- Uwe Fenner (* 1943), Unternehmensberater, Buchautor und Makler
- Jürgen Seidel (* 1948), Politiker (CDU)
- Rudolf Borchert (1952–2019), Politiker (SPD)
- Norbert Braun (* 1952), Schauspieler
- Monika Hamann, geb. Meyer (* 1954), Leichtathletin
- Norbert Möller (* 1959), Politiker, Bürgermeister der Stadt Waren
- Senno Salzwedel (1959–2023), Gewichtheber
- Sylvia Bretschneider (1960–2019), Politikerin (SPD) und Landtagspräsidentin von Mecklenburg-Vorpommern
- Thomas Schröder (* 1962), Leichtathlet
- Udo Michallik (* 1968), Politiker (CDU)
- David Timm (* 1969), Pianist, Organist, Chorleiter und Jazzmusiker
- Katrin Borchert (* 1969), Kanutin
- Sven Anton (* 1970), Volleyballspieler und -trainer
- Matthias Reckzeh (* 1973), Handballtorwart
- Sandra Weckert (* 1973), Jazzmusikerin
- Kathrin Mahlau (* 1973), Pädagogin
- Madlen Kaniuth (* 1974), Schauspielerin und Sängerin
- Katrin Rutschow-Stomporowski (* 1975), Ruderin
- Toralf Schnur (* 1975), Politiker (FDP)
- Daniela Rossek (* 1976), Rollstuhl-Fechterin
- Sandy van Baal (* 1977), Kauffrau, Politikerin (FDP) und Abgeordnete im Landtag von Mecklenburg-Vorpommern
- Martin Goldenbaum (* 1978), Musiker, Sänger und Liedermacher
- Tobias Kruse (* 1979), Fotograf, Mitglied der Agentur Ostkreuz
- Miriam Zschoche (* 1979), Betriebschwirtschaftlerin und Hochschullehrerin
- Dagmar Waltemath (* 1981), Informatikerin und Hochschullehrerin
- Katharina von Daake (* 1988), Synchronsprecherin
- Nadine Julitz (* 1990), Politikwissenschaftlerin und Politikerin (SPD)

## Persönlichkeiten, die in der Stadt wirkten
- Johann August Hermes (1736–1822), evangelischer Theologe und Geistlicher, Präpositus von Waren
- Carl Friedrich David Bandelow  (1804–1869), Mitglied der Frankfurter Nationalversammlung, soll ab 1835 Gutsbesitzer in Waren gewesen sein
- Albert Sprengel (1811–1854), Jurist und Stadtrichter in Waren
- Nathan Aron Müller (gestorben 1872), Rabbiner, 1860–1862 Prediger in Waren
- Moses Mielziner (1828–1903), Rabbiner, 1852 Prediger in Waren
- Moses Engelbert (1830–1891), Rabbiner, 1855–1857 Prediger in Waren
- Karl Emil Otto Fritsch (1838–1915), Architekt, Redakteur und Sachbuchautor, Schwiegersohn von Theodor Fontane, lebte ab 1902 bis kurz vor seinem Tod in Waren
- Richard Wossidlo (1859–1939), Volkskundler, war von 1886 bis 1922 Lehrer am Gymnasium der Stadt und ist Ehrenbürger von Waren (Müritz)
- Martha Fritsch (1860–1917), Theodor Fontanes einzige Tochter, verbrachte die letzten Jahre ihres Lebens in Waren (Müritz)
- Ernst Hamann (1862–1952), mecklenburgischer Heimatdichter, verbrachte Jugend- und Schuljahre in Waren
- Falk Cohn (1883–1901), Rabbiner, 1862–1867 Prediger in Waren
- Friedrich III. von Wick (1886–1973), Philologe, Historiker und Verwaltungsbeamter, war von 1921 bis 1932 als Amtshauptmann in Waren tätig.[2]
- Oscar Droege (1898–1983), deutscher Künstler, Farbholzschnitt als Spezialgebiet; ging in Waren zur Schule
- Hans-Joachim Theil (1909–1985), Schüler von Richard Wossidlo am Gymnasium der Stadt
- Heiner Müller (1929–1995), deutscher Dramatiker und Schriftsteller, verbrachte Kindheit und Jugend von 1939 bis 1947 in Waren
- Klausjürgen Wussow (1929–2007), Schauspieler, besuchte ab 1946 das Gymnasium der Stadt
- Franz-Ulrich Poppe (1939–2024), Keramiker und Designer
- Ralf Zank (* 1960), Posaunist